# جيمس أفيري (لاعب كرة قاعدة)
جيمس أفيري هو لاعب كرة قاعدة كندي، ولد في 10 يونيو 1984 في موسجاو في كندا.

## وصلات خارجية
- جيمس أفيري على موقعبيزبول رفرنس.كوم (الدوري الثانوي) (الإنجليزية)
- جيمس أفيري على موقع أوليمبيديا (الإنجليزية)